# Miriam Montilla
Miriam Montilla (Linares, província de Jaén, 19 d'octubre de 1969) és una actriu espanyola.

## Filmografia

### Televisió
- Periodistas, un episodi: Una chiquillada (1999)
- Plaza Alta, personaje episódico (1999-2000)
- El comisario, un episodi: Contagio (2000)
- Javier ya no vive solo, un episodi: Lo hago por ellas (2002)
- Hospital Central, com Irma, un episodi: Los viejos tiempos (2003)
- Desenlace, un episodi: La última cena (2003)
- Policías, en el corazón de la calle, (2004)
- Cuéntame cómo pasó, com a advocada, un episodi: Dos días de diciembre (2005)
- Hospital Central, com Luz, un episodi: Todo y nada (2006)
- MIR, un episodi: Falta de sueño (2007)
- Herederos, dos episodis: La caza del lobo i Plegarias atendidas (2007)
- LEX, un episodi: Con un par (2008)
- El pacto, repartiment. Miniserie (2010)
- Aída, com Rosa, un episodi: Bailando con su enemigo (2010)
- 14 de abril. La República (2011)
- Isabel (2012)
- Gran Reserva, com a assistent, tres episodis: El pago de los Cortázar (parts I, II y III) (2013)
- Los misterios de Laura, com Fanny Díez, un episodi: Laura y el misterio de la mujer que sobraba (2014)
- Amar es para siempre, com Serafina Mínguez (2014-2015)
- Servir y proteger, com Marga Ferrandis (2018-present)
- Mercado Central, com Rosa de la Cruz (2019 - actualidad)

### Llargmetratges
- La caja 507, com Ángela. Dir. Enrique Urbizu (2002)
- Héctor, com a infermera. Dir. Gracia Querejeta (2004)

### Curtmetratges
- Morir, dormir, soñar, com María. Dir. Miguel del Arco (2005)

### Teatre
- Tragedia de amor y muerte, de la companyia La Buhardilla
- El rosario de la aurora, de la companyia La Buhardilla
- Busca un círculo, acarícialo y harás un círculo vicioso, de la companyia La Buhardilla
- La familia Montifiori, de Teatro Adokin C. A.
- Las brujas de Salem. Dir. Francisco Vidal
- Ay, pena, penita, pena. Dir. Paca Ojea
- Acércate a Lorca, del Grupo Teatral Amataex
- En el aire. Dir. Miguel del Arco
- La Tentación vive arriba. Dir. Verónica Forqué
- Familia. Dir. Carles Sans
- La Serrana de la Vera. Dir. María Ruiz
- El astrólogo fingido. Dir. Gabriel Garbisu
- La vida es sueño, de Calderón de la Barca. Dir. Gabriel Garbisu
- Pared. Dir. Roberto Cerdá
- La Tierra. Dir. Emilio del Valle
- Dos caballeros de Verona, de William Shakespeare. Dir. Helena Pimienta
- Gatas, de Manuel González Gil i Daniel Botti. Dir. Manuel González Gil
- Medida por medida, de W. Shakespeare. Dir. Carlos Aladro
- La función por hacer, basada en textos de Pirandello. Dir. Miguel del Arco
- Veraneantes, de Máximo Gorka. Dir. Miguel del Arco
- Misántropo, de Molière. Dir. Miguel del Arco
- Dos Ninas para un Chéjov, de R. Literas y M. Gª de Oteyza. Dir. Maria Gª de Oteyza
- La Noche de las Trívadas.Dir. Miguel del Arco
- ` Fiesta, Fiesta, Fiesta, de Lucía Miranda. Dir. Lucía Miranda.

## Premis y nominacions
- Nominada al premi Millor actriu de repartiment per La caja 507 als XII Premis de la Unión de Actores
- Premi Millor actriu de repartiment per Familia als XII Premis de la Unión de Actores
- Premi a Millor actriu per Morir, dormir, soñar al Festival de Curts de Móstoles